# Paraplatoides longulus
Paraplatoides longulus är en spindelart som beskrevs av Zabka 1992. Paraplatoides longulus ingår i släktet Paraplatoides och familjen hoppspindlar. Inga underarter finns listade i Catalogue of Life.